# Felice Pinna
(Roberto Roversi, da "Le parole incrociate" di Lucio Dalla, 1975)
Felice Maria Pinna (Masullas, 16 dicembre 1819 – Masullas, 28 gennaio 1890) è stato un poliziotto italiano.
Questore a Bologna dal 1861 al 1865, ricoprì lo stesso incarico a Palermo  durante la rivolta del sette e mezzo. A causa dei fatti di Palermo verrà citato in Le parole incrociate, brano dell'artista bolognese Lucio Dalla.

## Biografia

### L'infanzia e gli studi
Felice Pinna nasce a Masullas il 16 dicembre 1819. Il padre, l'avvocato Demetrio Pinna, sposò in seconde nozze donna Rosa Sepulveda, erede della famiglia nobile dei Cony e quindi titolare della Tappa di Insinuazione di Masullas. A soli sei anni di età, Pinna si trasferisce a Cagliari, dove vivrà sino alla laurea in giurisprudenza.

### La carriera
Dopo il matrimonio, Pinna si trasferisce a Oristano, dove viene assunto come praticante legale dal dottor Efisio Casale. Anziché proseguire la carriera legale, nel 1852 si arruola nella Polizia.  Inizia la carriera presso la Questura di Torino, per poi, dopo un anno, essere trasferito come delegato a Cuneo. Nel 1858 viene nominato assessore alla Pubblica Sicurezza a Genova e in seguito promosso delegato a Milano. Nel 1861 ottiene la nomina di Questore a Bologna, dove si insedia l'11 dicembre. Resterà nel capoluogo emiliano sino al 1865, distinguendosi per essere riuscito a combattere la malavita locale organizzata in Balle (combriccole).

#### L'attentato del 1861
Il 19 dicembre 1861, mentre Pinna percorreva Via Pietrafilla, accompagnato dal delegato Cesari e dall'ispettore Beccarino, un uomo ignoto lanciò verso di loro una vecchia granata. La detonazione ferì solamente, e non gravemente, l'ispettore Beccarini mentre Cesari e Pinna, obbiettivo dell'attentato, rimasero illesi.

### Il trasferimento a Palermo e il declino della carriera
(Enrico Brottigari. Cronaca di Bologna, Vol.III)
Nel 1865, Pinna lascia la città emiliana dopo quattro anni e viene nominato questore a Palermo, nel tentativo di fermare i continui disordini nella città. Tuttavia il 16 dicembre 1866, oltre 4000 rivoltosi assediarono la questura e la prefettura, prendendo il controllo della città. La rivolta si estese nei paesi vicini, fra cui Monreale. Pinna non riuscì a gestire la situazione,  e il governo dichiarò lo stato da assedio. Oltre 40 000 soldati sbarcarono nella città che venne pesantemente bombardata. Ci furono migliaia di morti, oltre 200 militari deceduti e centinaia di esecuzioni. Lo stesso Pinna fu colpevole di aver utilizzato tattiche poliziesche poco appropriate. Gli avvenimenti di Palermo compromisero la carriera di Pinna che, tornato a Oristano, ricoprì il ruolo di vice-questore per poi concludere la carriera come questore a Lanusei. Pinna tornò quindi a Masullas, dove morì il 28 gennaio 1890.

### Oggi
Ad oggi ad egli al centro di Masullas è presente una delle piazze più importanti che prende il suo nome: Piazza Pinna .